# Timo Eder
Timo Eder (* 11. Juni 2005 in Ludwigsburg) ist ein deutscher Turner.
Er ist Medaillengewinner bei Deutschen Junioren- und Elite-Meisterschaften, darunter als Deutscher Mehrkampfmeister 2025.
Eder hat Deutschland bei den Olympischen Sommerspielen 2024 sowie bei den Turn-Europameisterschaften 2025 vertreten. Bei letzterem Turnier wurde er zusammen mit Karina Schönmaier Europameister im erstmals ausgetragenen Mixed-Wettbewerb und Bronzemedaillengewinner am Barren.

## Karriere
Timo Eder begann mit drei Jahren das Kunstturnen beim MTV Ludwigsburg. Mit neun Jahren wechselte er ans Kunst-Turn-Forum in Stuttgart, wo er heute rund 25 Stunden pro Woche bei dem ehemaligen Turner Thomas Andergassen trainiert und gelegentlich auch selbst den Nachwuchs anleitet.

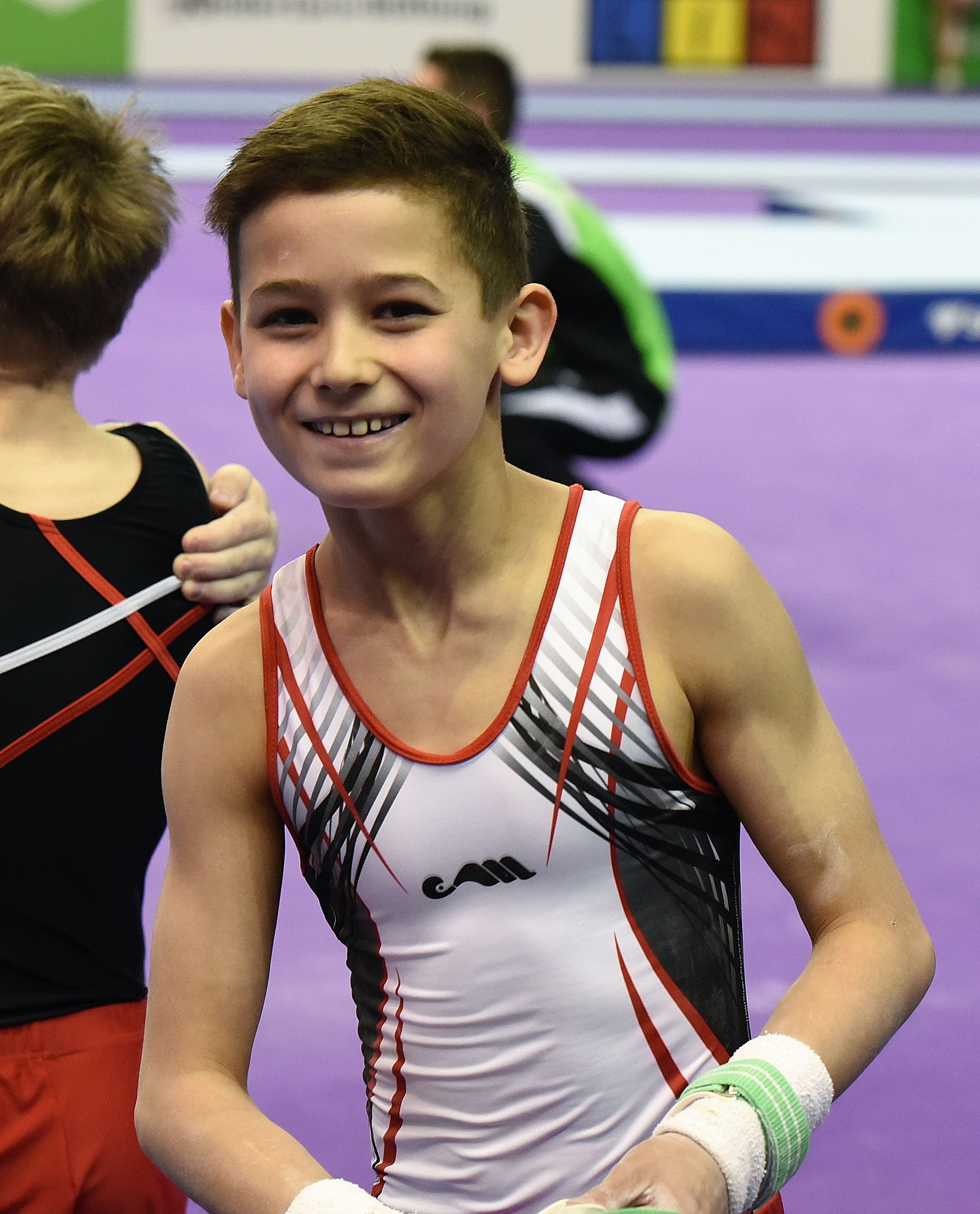
Timo Eder beim Internationalen Deutschen Turnfest 2017 in Berlin

Eder nahm erstmals im Jahr 2017 bei Deutschen Jugendmeisterschaften teil, die im Rahmen des Internationalen Deutschen Turnfests stattfanden. Er konnte in den Folgejahren zahlreiche Medaillen gewinnen, darunter 2018 den Mehrkampftitel. Im Jugendbereich trat er für das deutsche Nationalteam auch bei internationalen Wettkämpfen an, darunter bei den Jugend-Europameisterschaften 2022 in München sowie den Jugend-Weltmeisterschaften 2023 in Antalya. Er wurde Vizeweltmeister der Jugend am Boden und konnte weitere gute Platzierungen wie den fünftem Platz im Mehrkampf mit über 79 Punkten erreichen. Es war die erste Medaille für den Deutschen Turner-Bund bei diesem in dem Jahr zum zweiten Mal ausgetragenen Format.
Sein Debüt bei den Deutschen Meisterschaften der Elite bestritt Eder im Jahr 2023, bei denen er direkt eine Bronzemedaille am Boden gewinnen konnte. Im Folgejahr wurde er deutscher Vizemeister am Pferd und erreichte die Bronzemedaille im Mehrkampf. Dies gelang ihm aufgrund weniger Abzüge bei der Ausführung. Im darauffolgenden Jahr konnte er in diesem Wettkampf die Goldmedaille vor Alexander Kunz gewinnen.
Auf internationaler Ebene nahm Eder am World Challenge Cup in Antalya im Jahr 2024 teil. Er erreichte dort das Finale im Sprung und schloss dieses mit dem sechsten Platz ab. Darüber hinaus hat er mehrfach am DTB-Pokal im Stuttgart teilgenommen. Nach mehreren Silbermedaillen im Juniorenbereich im Jahr 2023 konnte er im Folgejahr als Senior eine Bronzemedaille im Mixed Cup gewinnen. In der zweiten Qualifikation für die Olympischen Sommerspiele 2024 in Paris erreichte er mit 82,675 überraschend die höchste Punktzahl im Mehrkampf und wurde daraufhin für das deutsche Olympiateam nominiert. Dort gelang dem Team nicht, das Finale als Mannschaft zu erreichen. Abgesehen von einem Sturz am Pferd gelang Eder jedoch ein solider Mehrkampf als Einzelturner, ohne sich jedoch auch dort für das Finale zu qualifizieren. Bei den Europameisterschaften 2025 gewann Eder zusammen mit Karina Schönmaier Gold im erstmals bei Europameisterschaften ausgetragenen Mixed-Team-Wettkampf und Bronze am Barren. Mit dem Team erreichte er den 4. Platz.
Eder tritt seit 2021 für den MTV Ludwigsburg in der Deutschen Turnliga an, wo er am Aufstieg von der 3. in die 2. Bundesliga beteiligt war. 2023 war er der Topscorer des Vereins. Eder ist Ludwigsburger Sportler des Jahres 2023 und wird von der SportRegion Stuttgart gefördert.
Das Abitur schloss Eder im Jahr 2024 am Wirtemberg-Gymnasium Stuttgart-Untertürkheim ab. Sein jüngerer Bruder Jonas Eder ist ebenfalls erfolgreicher Turner.